# Husák
Husák é um município da Eslováquia, situado no distrito de Sobrance, na região de Košice. Tem 13,95 km² de área e sua população em 2018 foi estimada em 171 habitantes.

## Demografia
| Ano:        | 1994 | 2004    | 2014   | 2024   |
| ----------- | ---- | ------- | ------ | ------ |
| Broj ljudi: | 190  | 170     | 162    | 166    |
| Razlika:    |      | -10,52% | -4,70% | +2,46% |

| Ano:               | 2023 | 2024   |
| ------------------ | ---- | ------ |
| Número de pessoas: | 172  | 166    |
| Diferença:         |      | -3,48% |